# Union pour la Démocratie et le Progrès Social (Demokratische Republik Kongo)
Die Union pour la Démocratie et le Progrès Social (UDPS) (deutsch etwa: „Union für Demokratie und sozialen Fortschritt“) ist eine sozialliberale Partei in der Demokratischen Republik Kongo und ist eine der wichtigsten Parteien. Ihr langjähriger Vorsitzender Félix Tshisekedi ist seit 2019 Präsident des Landes.
Die Partei hat die am längsten andauernde politische Aktivität unter allen derzeitigen Parteien im Land, da sie 1982 gegründet wurde und seitdem kontinuierlich politisch tätig ist. Sie enthält im Jahr 2008 eine der größten Mitgliederschaften unter allen politischen Parteien im Land, mit mehreren Millionen Mitgliedern. Die Union für Demokratie und Fortschritt boykottierte die Wahl in der Demokratischen Republik Kongo 2006, da sie damals Wahlbetrug befürchtete. Etienne Tshisekedi, der ehemalige Vorsitzende der Partei, trat als Spitzenkandidat der UDPS bei der Wahl in der Demokratischen Republik Kongo 2011 an. Sein Sohn, Félix Tshisekedi, wurde nach seinem Tod als Parteivorsitzender ernannt. Bruno Tshibala zählt zu den Mitbegründern und langjährigen Spitzenfunktionären der Partei, wurde jedoch nicht als Vorsitzender bestimmt und schließlich aus der UDPS ausgeschlossen; er gründete in der Folge die UDPS-Tshibala und amtierte auf Wunsch des Präsidenten Joseph Kabila von 2017 bis 2019 als Premierminister. 
2019 wurde Félix Tshisekedi als Ergebnis der umstrittenen Präsidentschaftswahl 2018 Präsident des Landes. Zugleich verlor die UDPS aber einen Großteil ihrer Abgeordneten, so dass Tshisekedi seither auf die Abgeordneten angewiesen ist, die zum früheren Präsidenten Kabila loyal sind.
Im Mai 2020 wurde Jean-Marc Kabund, Generalsekretär und kommissarischer Parteivorsitzender, von einer Mehrheit der Abgeordneten der Nationalversammlung von seinem Amt als Erster Vizepräsident der Parlamentskammer entfernt. Daraufhin kam es zu gewalttätigen Auseinandersetzungen in dem Parlament.
Die Partei hat einen Beobachterstatus bei der Sozialistischen Internationale.